# Satyr (musiker)
 For alternative betydninger, se Satyr (flertydig). (Se også artikler, som begynder med Satyr)
Satyr (født Sigurd Wongraven 28. november 1975) er en norsk musiker. Han er mest kendt som sanger, guitarist og bassist i det norske black metal-band Satyricon. Han var det grundlæggende medlem af bandet og har til dato udgivet 2 demoer, 6 album og en live-dvd. Derudover er han kendt i undergrunden for sit arbejde med Storm og Wongraven, og han har desuden bidraget til grupperne Darkthrone, Eibon Zyklon-B, Thorns og Black Diamond Brigade.